# Битва за острови Трежері
Битва за острови Трежері — битва Другої світової війни, яка відбувалася з 27 жовтня по 12 листопада 1943 року на архіпелазі островів Трежері, які є частиною Соломонових островів під час війни на Тихому океані. Війська Союзників висадилися на острівну групу, яка складалася з островів Моно і Стерлінг, які обороняли японські війська, з метою встановлення радара і подальшого використання островів як плацдарму для наступу на острів Бугенвіль. Наступ на острови Трежері був частиною довгострокової стратегії Союзників по ізоляції Бугенвіля і Рабаула та знешкодження 24-тисячного гарнізону в цьому регіоні.

## Хід операції

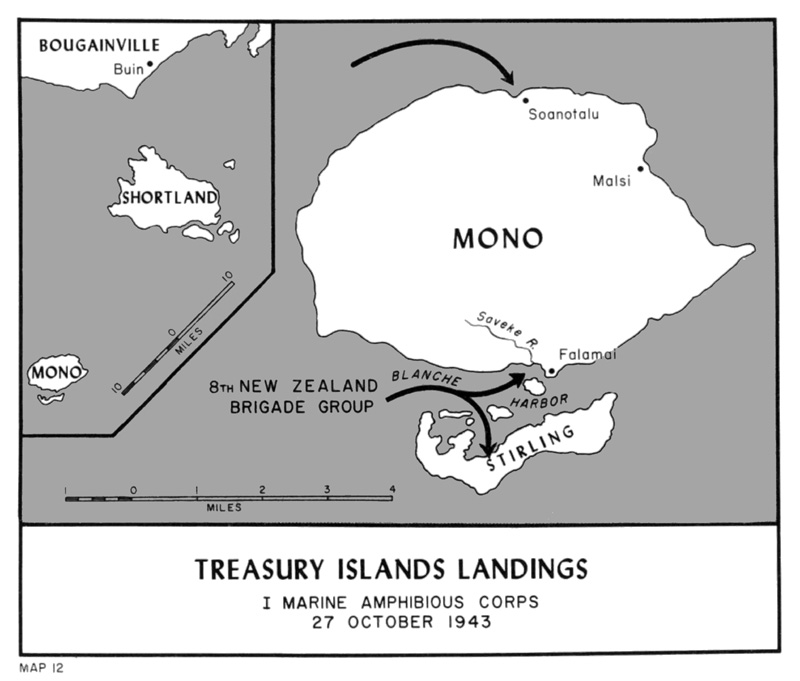
Карта операції

Вторгнення здійснювалося силами переважно Новозеландської армії при підтримці морської піхоти США під кодовою назвою «Операція Гудтайм» . Новозеландська 8-ма піхотна бригада при підтримці 1-го амфібійного корпусу морської піхоти почали вторгнення на острови Трежері в 06:06 27 жовтня. 3 795 солдатів висадилося в складі першої хвилі, решта військ Союзників висаджувались чотирма хвилями протягом наступних 20 днів. Ця операція стала першою амфібійною операцією військ Нової Зеландії після Дарданельської операції в 1915 році.
1 листопада був піднятий прапор над руїнами Фаламі, адміністративного центру островів, цивільна адміністрація відновила свою роботу. Через одинадцять днів було оголошено про перемогу над японськими військами на островах; проте залишки японських солдатів виявляли в джунглях до січня 1944 року.
Ця операція разом з «Операцією Блісфул» мала на меті відволікти увагу японської 17-ї армії від наступної важливої цілі Союзників в кампанії на Соломонових островах, острова Бугенвіль. Успішне проведення операції також допомогло удосконалити планування інших десантних операцій на Тихому океані.